# Alture di Stavropol'
Le alture di Stavropol' (in russo Ставропольская возвышенность?, Stavropol'skaja vozvyšennost') sono una regione di alteterre estesa nella Russia sud-occidentale, nella regione ciscaucasica, amministrativamente compresa entro i confini del Territorio di Stavropol'.
La regione delle alture di Stavropol' è delimitata dal corso del fiume Kuma ad est, del Kuban' ad ovest; digrada a nord sulla depressione del Kuma-Manyč e si salda a sud alla catena montuosa del Caucaso. Di altezza media compresa fra i 300 e i 600 metri, culminano ad 831 metri nella loro sezione orientale (monte Strižament').
Il clima continentale è piuttosto arido; di conseguenza, il manto vegetale più diffuso è la steppa, sostituita nelle zone meno aride e più elevate da una steppa alberata.
Nella regione si trovano alcune città di una certa importanza: oltre all'importante centro di Stavropol', capoluogo dell'omonimo kraj, che dà il nome alle alture, altre città di rilievo sono Svetlograd, Budënnovsk, Nevinnomyssk.